# Leopold Kovač
Leopold Kovač, slovenski operni in koncertni pevec, * 15. november 1887, Ljubljana, † 24. januar 1954, Ljubljana.

## Življenjepis
Leopold Kovač, operni in koncertni tenorist rojen kot sin čevljarskega mojstra. Po končani ljudski šoli se je učil knjigoveške obrti, obiskoval obrtno šolo in vstopil v Katoliško društvo rokodelskih pomočnikov, kjer je pel v njihovem zboru, pa tudi pri ljubljanski Glasbeni Matici, se učil violine pri J.Vedralu in petja pri M. Hubadu.
Od 1904 je v narodnem, oziroma opernem gledališču pel najprej v zboru, potem kot solist. Njegov repertoar je obsegal 80 glavnih tenorskih vlog. Nastopal pa je na koncertih doma, v Beogradu, Zagrebu in Pragi.